# Villorba
Villorba (AFI: /vilˈlɔrba/; in veneto Viłòrba, AFI: /viˈɔrba/) è un comune italiano di 17 607 abitanti della provincia di Treviso in Veneto. Si tratta di un comune sparso, il cui municipio si trova nella frazione Lancenigo, in località Carità.

## Origini del nome
Secondo una vecchia ipotesi di Carlo Agnoletti, Villorba deriva dal latino villa urbis, in riferimento alla residenza dei Collalto, un palazzo (villa) costruito nei pressi della città di Treviso (urbs).
Più probabili le teorie di Dante Olivieri e Giovanni Frau, che vi leggono il sostantivo villa "villaggio" e l'aggettivo orbus "orbato", ovvero "povero". Un toponimo con un'etimologia simile è Villaorba, in provincia di Udine.

## Storia

### L'età romana
La presenza umana fu certamente rilevante in età romana, vista la vicinanza al municipium di Treviso. Ancora in epoca medievale si aveva memoria di un'antica villa romana posta in località Casal Vecchio (toponimo di chiara origine), dove tutt'oggi non sono infrequenti i ritrovamenti di reperti antichi.

### Il Medioevo e la Serenissima
Il toponimo è menzionato per la prima volta in un documento del 982, quando il paese era parte del Sacro Romano Impero e ricompreso tra i feudi dei Collalto, conti di Treviso. La famiglia si insediò proprio a Villorba, in quanto si trovava all'estremità meridionale dei loro possedimenti, che giungevano sino alla via Postumia, e per la vicinanza al capoluogo.
Un altro scritto del 1005 riferisce che il giudice Alberto e la moglie Talia donarono la corte di Piovenzano (presso l'attuale Lancenigo) al monastero di Sesto, in Friuli. Nella pergamena vi è descritto il territorio, con case coloniche, mulini, selve, due chiesette (tra cui la cappella di Sant'Alberto) e un castello.
Ai Collalto successero poi i da Lancenigo, famiglia dalla quale fiorirono notai e letterati, e varie istituzioni religiose, tra cui l'abbazia di Nervesa.
La vicinanza della Postumia non portò solo benefici economici alla zona, ma anche frequenti saccheggi e distruzioni, in quanto importante arteria utilizzata da eserciti di passaggio. Nel 1318, ad esempio, Cangrande della Scala, con l'intento di attaccare Treviso, devastava Villorba. Tra il XIII e il XIV secolo, infatti, la Marca Trevigiana fu scossa dall'avvicendarsi di varie signorie: dagli Ezzelini si passò ai Caminesi, quindi agli Scaligeri e infine ai Carraresi. Solo sul finire del Trecento la Repubblica di Venezia riuscì a prendere il definitivo controllo del territorio, il che assicurò una lunga stagione di stabilità e relativo benessere (salvo la parentesi della guerra della Lega di Cambrai). È questo il periodo in cui varie famiglie patrizie, attratte dalla bellezza del luogo e dalle opportunità economiche derivanti dall'agricoltura locale, eressero anche a Villorba diverse ville.

### Dall'Ottocento a oggi
Con la caduta della Serenissima, il Veneto fu colpito dagli sconvolgimenti che videro l'avvicendarsi di Francesi e Austriaci. I due eserciti si scontrarono proprio a Villorba nel 1801, ma continuarono a passare e ad accamparsi per il territorio sino al 1805, arrecando gravi sofferenze alla popolazione locale. Sotto Napoleone Lancenigo, Fontane e Villorba divennero sedi delle rispettive municipalità, aggregate nel 1813 a Treviso. Sotto il Regno Lombardo-Veneto, nel 1816, fu costituito l'odierno comune.
Nel 1848, durante la prima guerra d'indipendenza, il territorio villorbese fu teatro di altri scontri armati, che provocarono altri patimenti per gli abitanti. Solo nel 1866, seguendo le sorti del Veneto, entrò a far parte del Regno d'Italia.
I cambiamenti economici più notevoli si ebbero a partire dal secondo dopoguerra con lo sviluppo industriale.
Con decreto datato 6 luglio 2010, il Presidente della Repubblica Giorgio Napolitano ha concesso a Villorba il titolo di Città.
A Catena si trova il Centro di ricerca del gruppo Benetton Fabrica, progettato dall'architetto Tadao Andō e diretto dal fotografo Oliviero Toscani.

### Simboli
Lo stemma, il gonfalone e la bandiera comunale sono stati concessi con decreto del presidente della Repubblica del 2008.
Il gonfalone è un drappo di giallo con la bordatura di azzurro.
La bandiera è un drappo partito di azzurro e di giallo, caricato dallo stemma comunale con l'iscrizione centrata in argento, recante la denominazione del Comune.
Il primo quarto dello stemma riprende il blasone della famiglia Collalto.

## Monumenti e luoghi d'interesse

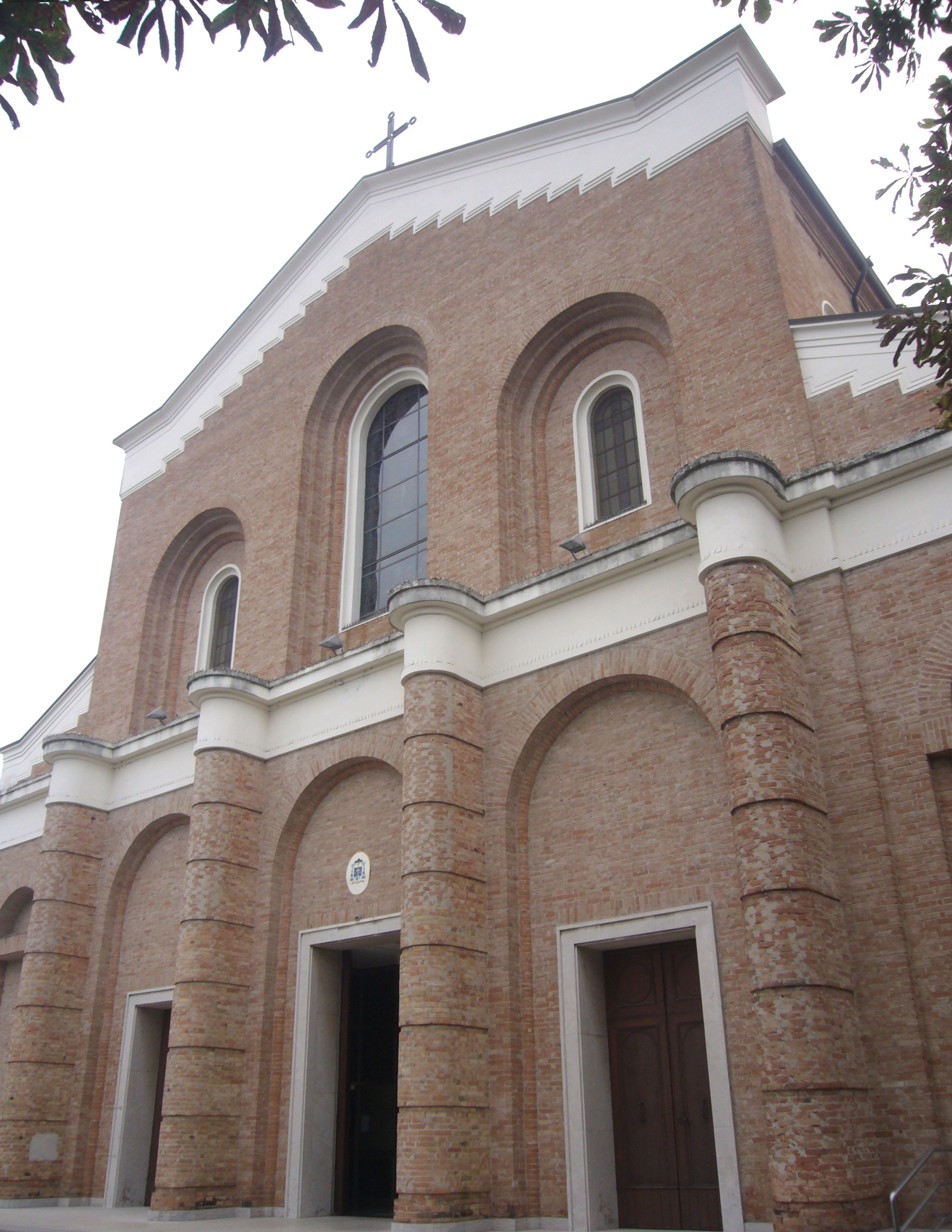
La chiesa parrocchiale dei Santi Fabiano e Sebastiano

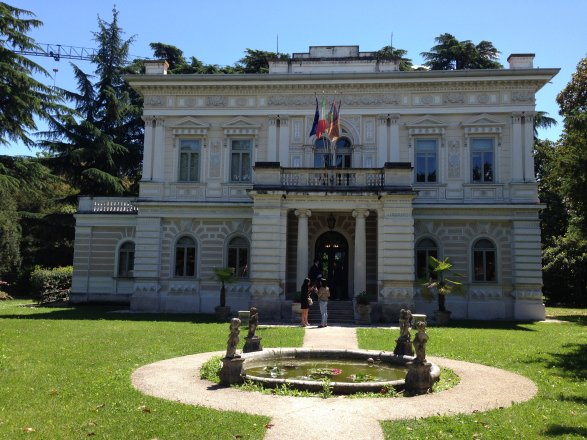
Villa Giovannina

### Architetture religiose
- Chiesa dei Santi Fabiano e Sebastiano
- Chiesa di San Giovanni Battista a Lancenigo
- Chiesa della Natività della Beata Vergine Maria a Fontane

### Architetture civili
Nel comune di Villorba sono presenti numerose ville venete.
- Villa Giovannina, villa in stile neorinascimentale; è finemente decorata all'interno, con dipinti e affreschi ricchi di sfarzo e dettagli, in particolare il salone del primo piano. Annessa alla villa è presente una barchessa neogotica, originariamente adibita a scuderie e rimesse, che include una piccola cappella a est, oggi sconsacrata e usata per matrimoni; tra le bifore del lato ovest compare l'incisione "L. Zabeo Arch. eresse."
- Villa Corner, situata tra i borghi di Santa Maria del Rovere e Sant’Artemio, si trova di fronte al parterre di Villa Manfrin. Con una facciata sobria ma imponente, si erge direttamente sul margine occidentale della Pontebbana.
- Villa Michiel, residenza dell’illustre e nobilissima famiglia Michiel, una delle dodici dinastie ‘apostoliche’ della prima aristocrazia veneziana, presente nel territorio villorbese già dal 1500.
- Villa Raspi, situata vicino all’area naturalistica delle “Fontane Bianche”, fu di proprietà del libraio veneziano Giovanbattista Sessa dal 1562. Nel 1662 divenne la casa di villeggiatura della famiglia Raspi. Nel corso dei secoli è stata anche la residenza della famiglia Felissent.
- Villa Angaran - Castello di Piovesano, edificio storico eretto nell’XI secolo sul terreno del vecchio castello di Piovesano, presenta una navata unica con un rosone sulla facciata, ornata con maioliche.
- Villa Chittarin - Fanna - Venturali, situata in un contesto ambientale rimasto quasi inalterato per tre secoli, è immersa in una quiete rassicurante e armoniosa. I fratelli Venturali, trasferitisi da Padova a Venezia agli inizi del Settecento, godevano di un discreto patrimonio e investirono in campi e costruzioni. La villa, un fabbricato del XVIII secolo con facciata rimaneggiata e parte retrostante originale, subì ampliamenti successivi.

## Società

### Evoluzione demografica
Abitanti censiti

### Etnie e minoranze straniere
Al 31 dicembre 2023 gli stranieri residenti nel comune erano 1552, pari all'8,8% della popolazione. La comunità straniera più numerosa è quella proveniente dalla Romania con il 17,9%, seguita dall'Albania (11,3%) e dal Kosovo (9,5%).

## Economia
Villorba ospita diverse aziende manifatturiere, tra cui le Officine Minute, specializzate nella produzione di essiccatoi per cereali. All'interno del territorio comunale vi sono più di 100 medio piccole aziende specializzate in diversi settori, tra i quali quelle legate al settore metallurgico e metalmeccanico, come Trevisan Srl. Importante a Villorba è il settore agricolo, con numerose aziende agricole che producono vino, cereali e altri prodotti agricoli. La presenza di aziende come Agrimec, che produce essiccatoi mobili, sottolinea l’importanza del settore agritech nella regione.

## Cultura

### Istituzioni culturali
All'interno del comune vi è la biblioteca comunale, diverse scuole primarie, un istituto di scuola secondaria di primo grado e tre scuole dell'infanzia.

### Feste paesane
A Villorba, tradizionalmente a Giugno, vi è la "Sagra dei Santi Fabiano e Sebastiano". In ottobre, presso l'oratorio comunale di Villorba, vi è la "Festa d'autunno" e in settembre, presso la frazione Fontane, vi è la "Tradizionale sagra di Fontane".

## Amministrazione

Il gonfalone comunale

### Sindaci dal 1946
| Nominativo                                           | Nominativo                                        | Partito / Coalizione                              | Periodo                                           | Elezione                                          |
| Sindaci eletti dal Consiglio comunale (1946-1995)    | Sindaci eletti dal Consiglio comunale (1946-1995) | Sindaci eletti dal Consiglio comunale (1946-1995) | Sindaci eletti dal Consiglio comunale (1946-1995) | Sindaci eletti dal Consiglio comunale (1946-1995) |
| ---------------------------------------------------- | ------------------------------------------------- | ------------------------------------------------- | ------------------------------------------------- | ------------------------------------------------- |
|                                                      | Giorgio Zasso                                     | Democrazia Cristiana                              | 1946                                              | 1946                                              |
|                                                      | Giovanni Conte                                    | Democrazia Cristiana                              | 1946-1952                                         | (1946)                                            |
| 1951                                                 | Giovanni Conte                                    | Democrazia Cristiana                              | 1946-1952                                         |                                                   |
|                                                      | Valentino Moro                                    | Democrazia Cristiana                              | 1952-1954                                         | (1951)                                            |
|                                                      | Guido Biscaro                                     | Democrazia Cristiana                              | 1954-1960                                         | (1951)                                            |
| 1956                                                 | Guido Biscaro                                     | Democrazia Cristiana                              | 1954-1960                                         |                                                   |
|                                                      | Gilberto Milani                                   | Democrazia Cristiana                              | 1960-1964                                         | 1960                                              |
|                                                      | Giuseppe Schileo                                  | Democrazia Cristiana                              | 1964-1975                                         | 1964                                              |
| 1970                                                 | Giuseppe Schileo                                  | Democrazia Cristiana                              | 1964-1975                                         |                                                   |
|                                                      | Marco Maso                                        | Partito Socialista Democratico Italiano           | 1975-1976                                         | 1975                                              |
|                                                      | Lino Moro                                         | Democrazia Cristiana                              | 1976-1977                                         | (1975)                                            |
|                                                      | Gilberto Milani                                   | Democrazia Cristiana                              | 1977-1979                                         | (1975)                                            |
|                                                      | Luciano Durigon                                   | Democrazia Cristiana                              | 1979-1990                                         | (1975)                                            |
| 1980                                                 | Luciano Durigon                                   | Democrazia Cristiana                              | 1979-1990                                         |                                                   |
| 1985                                                 | Luciano Durigon                                   | Democrazia Cristiana                              | 1979-1990                                         |                                                   |
|                                                      | Paolo Callegari                                   | Democrazia Cristiana                              | 1990-1995                                         | 1990                                              |
| Sindaci eletti direttamente dai cittadini (dal 1995) |                                                   |                                                   |                                                   |                                                   |
|                                                      | Sauro Tavella                                     | Centro-sinistra                                   | 1995-1999                                         | 1995                                              |
|                                                      | Lino Torresan                                     | Centro-destra                                     | 1999-2001                                         | 1999                                              |
|                                                      | Aldo Luciano (Commiss. prefettizio)               | -                                                 | 2001-2002                                         | -                                                 |
|                                                      | Liviana Scattolon                                 | Lega Nord - LV                                    | 2002-2010                                         | 2002                                              |
| 2007                                                 | Liviana Scattolon                                 | Lega Nord - LV                                    | 2002-2010                                         |                                                   |
|                                                      | Giacinto Bonan (Vicesindaco f.f.)                 | Lega Nord - LV                                    | 2010-2011                                         | (2007)                                            |
|                                                      | Marco Serena                                      | Lega Nord - LV                                    | 2011-2021                                         | 2011                                              |
| 2016                                                 | Marco Serena                                      | Lega Nord - LV                                    | 2011-2021                                         |                                                   |
|                                                      | Francesco Soligo                                  | Destra                                            | 2021-in carica                                    | 2021                                              |

### Gemellaggi
- Arborea (Italia), dal 2010[18][19]
- Oberelsbach[18]
- Arnac-Pompadour[18]
- Beyssac[18]
- Troche, dal 21 giugno 2019[18]
- Concèze[18]
- Beyssenac[18]
- Saint-Sornin-Lavolps[18]

## Sport
A Villorba si trova il Palaverde, palazzetto dello sport voluto dalla famiglia Benetton, in cui hanno giocato per lungo tempo le compagini della Sisley Volley Treviso e della Benetton Basket Treviso. Attualmente il palazzetto ospita le gare interne dell'Imoco Volley di serie A e di Universo Treviso Basket di serie A.
Negli sport di squadra, ha avuto risonanza nazionale il Futsal Villorba, che nella stagione 2011-12 ha disputato per la prima volta nella sua storia il campionato di Serie A2 di Calcio a 5 e che gioca le partite interne al Palateatro; nel calcio a 11 invece spicca l'A.C.D. Villorba, che è iscritta in Serie D ed è affiliata al Vicenza.
La realtà sportiva più importante è il Villorba Rugby, che attualmente milita nel campionato di Serie B con la compagine maschile, mentre quella femminile ha vinto per due volte il campionato italiano assoluto, nella stagione 2018-19 e in quella 2023-2024.
La cittadina è famosa anche per ospitare la sede dell’azienda costruttrice di biciclette Pinarello, ivi fondata nel 1952.

## Infrastrutture e trasporti

### Strade
Villorba è attraversata da due assi viari importanti come la strada statale 13 Pontebbana : da Treviso procedendo in direzione Nord dopo a 6 km si incontra la frazione Lancenigo, in località Carità dove si trova anche la sede del Municipio.

### Autostrade
In frazione di Lancenigo si trova il casello di Treviso Nord dell'autostrada A27 Venezia-Mestre-Belluno.
È collegata dal 2021 anche alla SPV.

### Ferrovie
La stazione di Lancenigo è una stazione della linea ferroviaria Venezia-Udine, fra le stazioni di Treviso Centrale e di Spresiano. Gestita dalla società RFI, e impresenziata dal 1994, comprende un piccolo fabbricato con una sala d'attesa riscaldata. All'esterno è presente un grande parcheggio per biciclette.

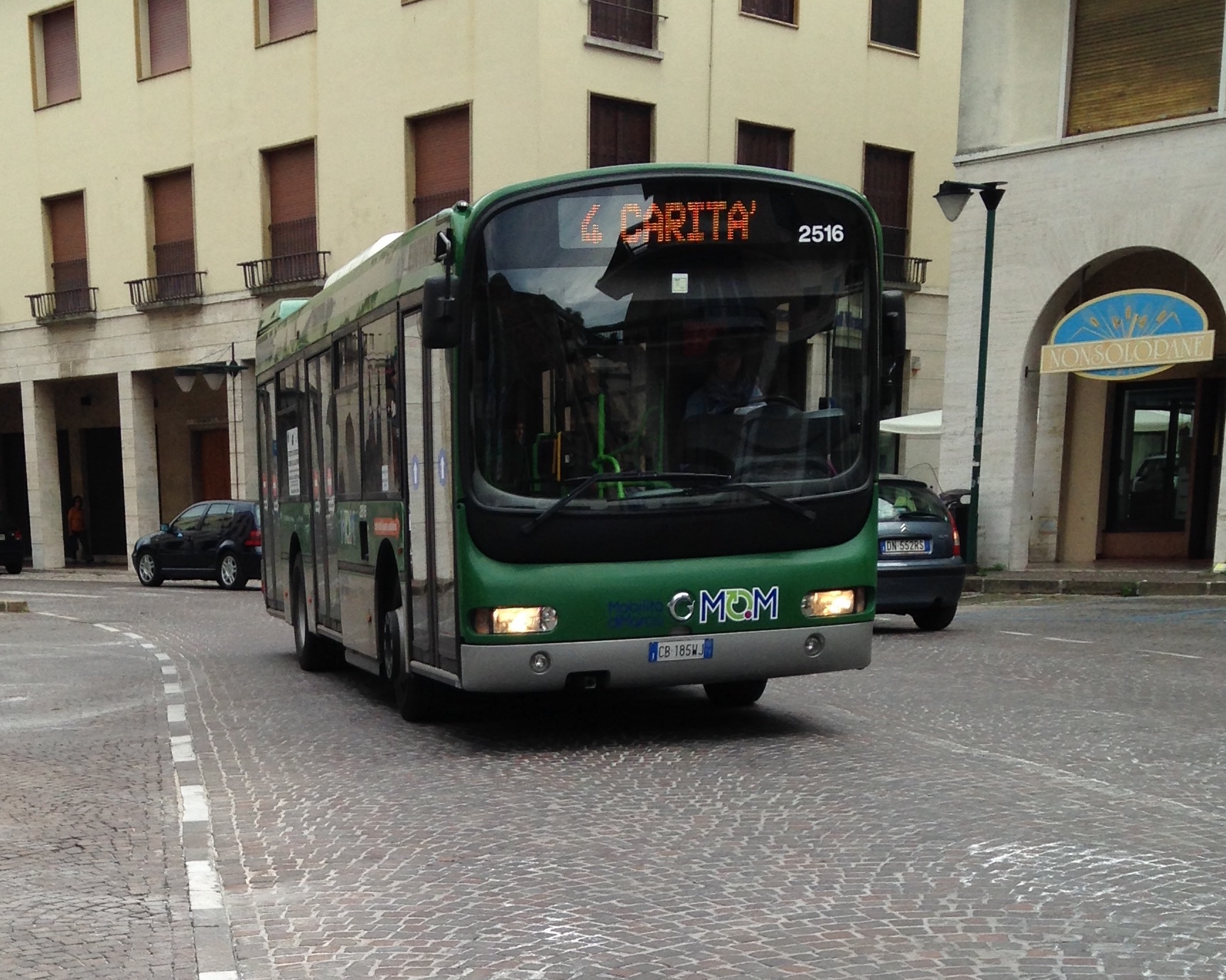
Autobus di MOM a Treviso, diretto alla frazione di Carità di Villorba

### Mobilità urbana
A Villorba è riservata la Linea urbana 1 di MOM, che unisce il comune con il centro, la Stazione FS di Treviso e l’Ospedale Regionale Ca’ Foncello. Durante la giornata sono effettuate corse prolungate verso Catena.
Il Borgo di Fontane è servito dagli autobus della Linea urbana 4 di MOM, che lo collegano con la Stazione FS ed il centro di Treviso e la Linea prosegue verso il comune di Casier.
Inoltre è sul territorio è presente la Linea urbana 12 di MOM, che unisce il comune alle frazioni di Lancenigo, San Sisto e Castrette.
Il capolinea delle tre linee è in piazza Umberto I nella frazione di Lancenigo, in località Carità, dove ha anche sede il municipio.